# Cité-jardin Jean-Jaurès

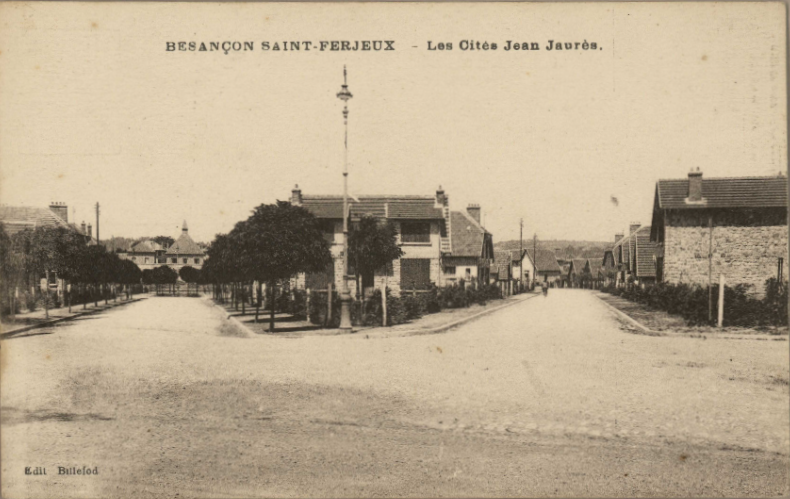
Cité-jardin Jean-Jaurès au début du XXe siècle.

La cité jardin Jean-Jaurès est une zone d'habitation située à l'ouest de Besançon, dans le quartier de Saint-Ferjeux.

## Localisation
La cité jardin Jean-Jaurès est située rue de Dole,.

## Histoire
Commandée à l'architecte Émile Fanjat, en 1925, par l'office départemental d'habitation à Bon Marché du Doubs,, la cité jardin Jean Jaurès est construite entre 1925 à 1931,.

Inspirée des cités-jardins à l'anglaise, elle est prévue pour héberger des familles nombreuses,, et contient à l'époque un peu plus de 80 maisons,, deux écoles non mixtes ainsi que des bains-douches.

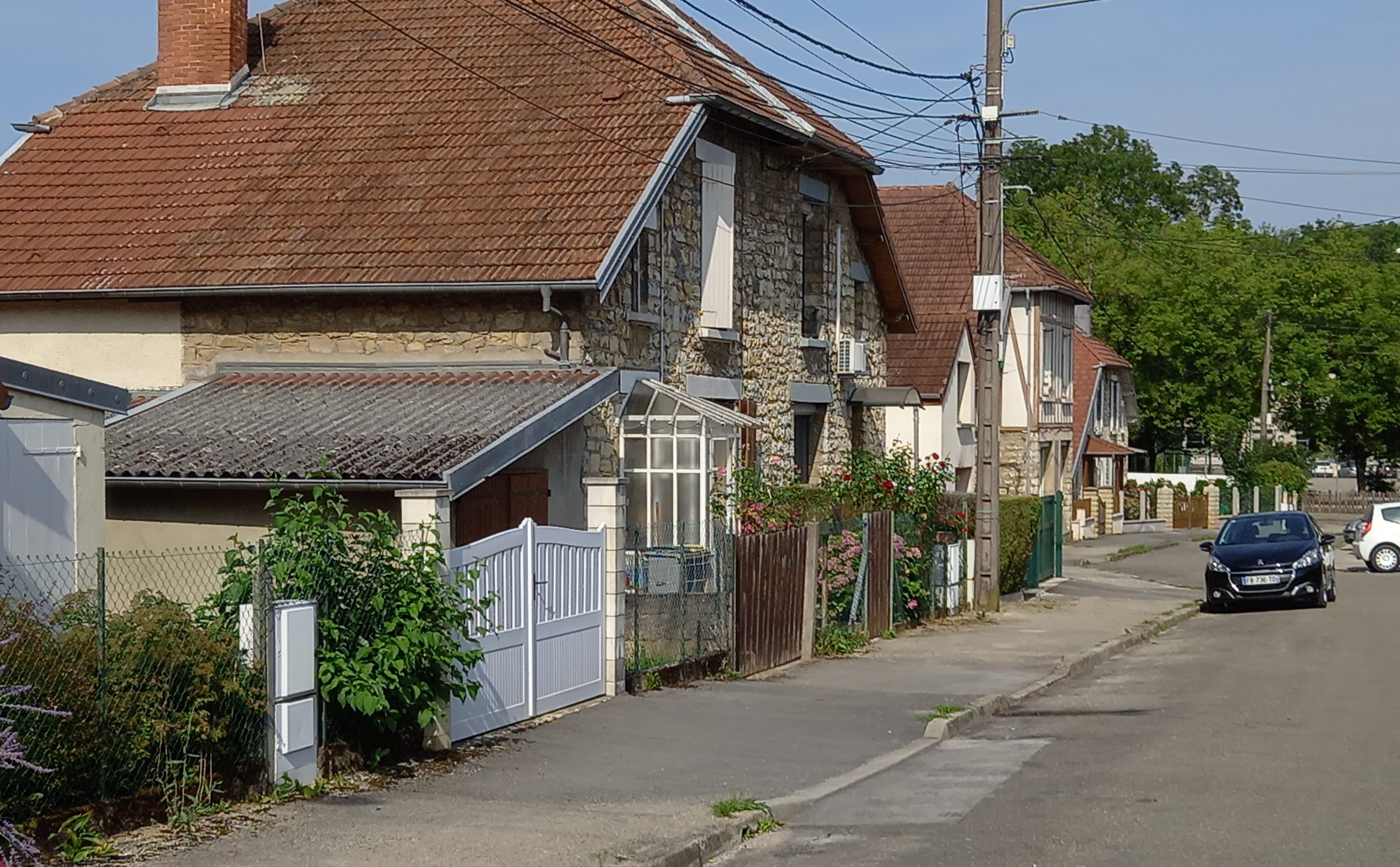
Maisons, avenue Jean Jaurès en 2021.

Au fil des années, l'organisme HLM Habitat 25 vendra environ deux tiers des maisons construites à d'anciens locataires.
En 2004, elle reçoit le label Patrimoine du XXe siècle,.